# Dephomys
Genre
Dephomys est un genre de rongeurs de la sous-famille des Murinés d'Afrique de l'Ouest.

## Liste des espèces
Ce genre comprend les espèces suivantes :
- Dephomys defua (Miller, 1900)
- Dephomys eburnea (Heim de Balsac and Bellier, 1967)